# كليبر لوبه بينهيرو
كليبر لوبه بينهيرو (بالبرتغالية: Kléber Laube Pinheiro) وهو لاعب كُرَة قَدَم برازيلي في مركز الهجوم ولد في يوم 2 مايو 1990 في إيستانيكا فيلها في البرازيل وهو يلعب في إشتوريل برايا كمعار من نادي بورتو ونادي بالميراس ونادي ماريتيمو ونادي أتلتيكو مينيرو ولعب مع منتخب البرازيل لكرة القدم ويبلغ طوله 187 سم.

## روابط خارجية
- كليبر لوبه بينهيرو على موقع الاتحاد الأوربي (الإنجليزية)
- كليبر لوبه بينهيرو على موقع رابطة كرة القدم اليابانية للمحترفين (اليابانية)
- كليبر لوبه بينهيرو على موقع قاعدة بيانات كرة القدم.إي يو (الإنجليزية)
- كليبر لوبه بينهيرو على موقع بيانات كرة القدم. دي إي (الألمانية)
- كليبر لوبه بينهيرو على موقع ناشيونال فوتبول تيمز (الإنجليزية)
- كليبر لوبه بينهيرو على موقع Soccerway.com (الإنجليزية)
- كليبر لوبه بينهيرو على موقع عالم كرة القدم.نت (الإنجليزية)
- كليبر لوبه بينهيرو على موقع AS.com (الإسبانية)